# 米列夫岩
62°18′46″S 59°32′54″W / 62.31278°S 59.54833°W
米列夫岩，是南極洲的岩石，位於南設得蘭群島的羅伯特島北岸，處於亨菲爾德岩以東、奧爾索亞岩西南面和梅洛納岩西南面，長1.5公里、寬0.6公里，以保加利亞詩人命名，現時由南極條約體系管理。